# 皇帝教皇主義

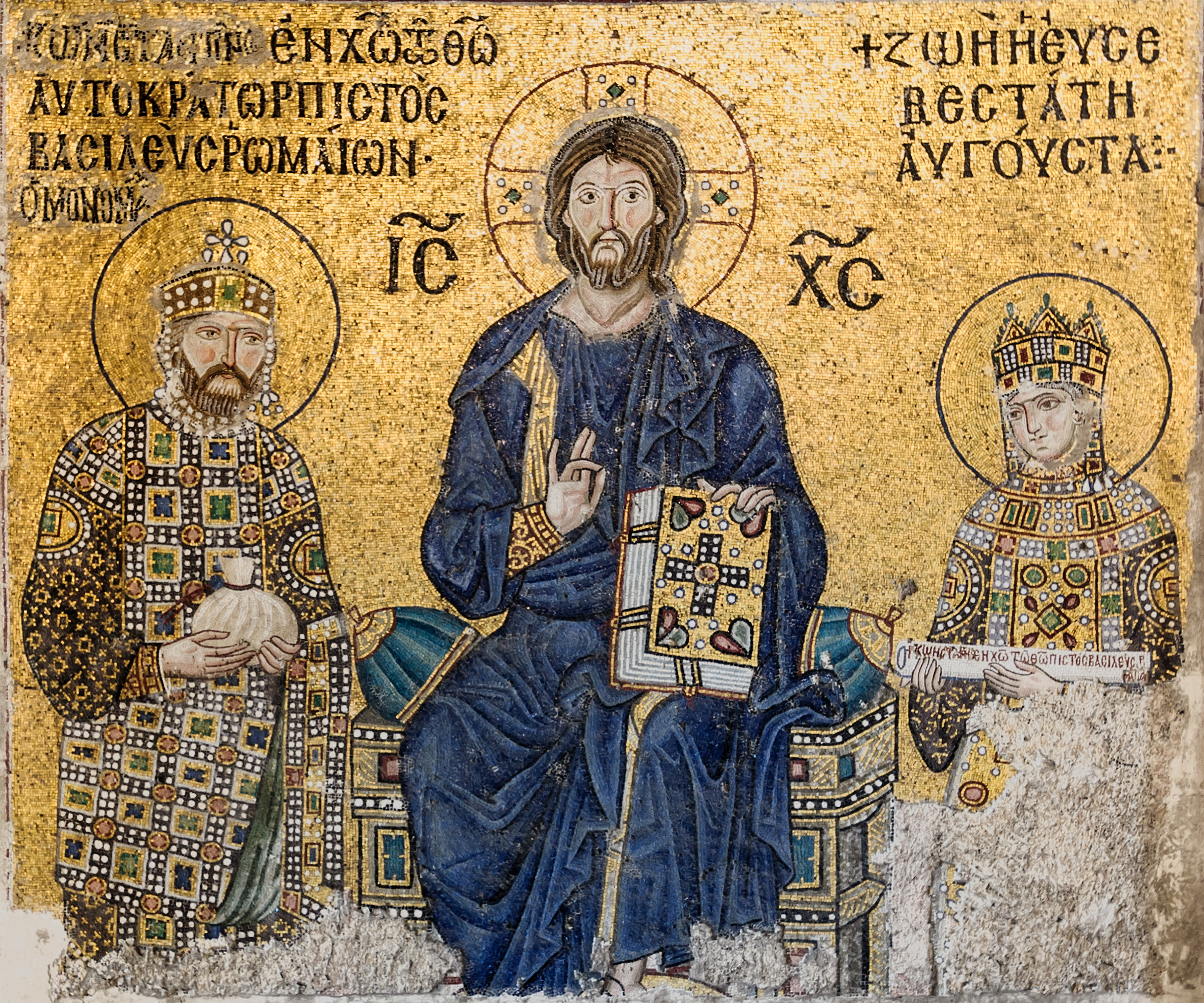
アヤソフィア内部の「イエス・キリストと皇帝コンスタンティノス9世・ゾエ夫妻」のモザイク画。イエスだけではなく、皇帝夫妻にも光背が描かれている

皇帝教皇主義（こうていきょうこうしゅぎ、カエサロパピスム Caesaropapism）とは、東ローマ帝国においては、帝権が教権に優越し、皇帝は教皇であったとして、国家が教会を強く管理していたとする説。広義には東ローマ帝国に限らず、歴史上でキリスト教に対して超越した権威を持った世俗の権力者の統治体制を指して用いられることもある。「Caesaropapism」は皇帝（世俗の権威）を表す「Caesar」と教皇（教会の権威）を表す「Papa」を組み合わせて作られた言葉である。
後述するように、近年では誤解を招きかねない不正確な用語とする見解が主流となっている。
正教会は、理想とする政治理念をビザンティン・ハーモニーと位置づけている。国家と教会を対立概念に置く事を前提とする術語「皇帝教皇主義」は、むしろ西方教会の理解の産物であると正教側からは捉えられている。

## 近年における見方
今日においては、東ローマ帝国の状況を指して「皇帝教皇主義」と呼ぶのは誤解を招きやすい不正確な用語であり、使用は控えるべきであるとの見方が主流になっている。これらの理由としては、
- 皇帝は聖職者ではなく、奉神礼を執行していたわけではない[2]。
- 「皇帝教皇主義」という用語自体が皇帝権と教皇権が分立していた中世西欧を前提とする見方であり、それを基準に異なる歴史を辿った東ローマ帝国および正教会の制度を異端視するかのような言説は倒錯した議論としかいえない[2]。
- コンスタンディヌーポリ総主教は常に皇帝の言いなりになっていたわけではなく[2]、教会は民衆に対する影響力を行使して帝権の意図を阻止することもあった[1]。

といった理由が挙げられている。

## 歴史的変遷

### 皇帝教皇主義の源流
ローマ帝国皇帝コンスタンティヌス1世（在位306年-337年）の有名な伝説によれば、ミルヴィオ橋の戦いを前に天にキリストを表す「ΧΡ」のマークが現れて「このしるしによって勝利を得るだろう」というお告げを受けたという。内戦に勝利し、皇帝の座を安泰としたコンスタンティヌスは、それまでローマ帝国統治の障害として迫害されてきたキリスト教を公式に保護することで逆にローマ帝国統合のシステムとして利用するという大転換を行った。コンスタンティヌス自身は最晩年まで洗礼を受けず、キリスト教徒にならなかったが、自分自身が教会を超越する存在であると考えていたことがうかがえる。キリスト教はローマ帝国の公的な保護と財政的な支援を受けることで社会的安定を得たが、それと引き換えにローマ帝国からの干渉を受けることになったのも自然な流れであった。4世紀後半のアンブロジウスらは教会の世俗の権力からの独立を訴え、皇帝テオドシウス1世を批判している。
古代末期、ローマ帝国の西方地域では異民族が侵入したことで従来の統治システムが崩壊した。混乱する政府機能とは対照的に、教会は帝国西方において着々と地位と影響力を強めていった。この時期ローマ教皇はローマ司教というだけでなく、ペトロの後継者としての権威によって他地域の教会へも及ぶ特別な位置を確保するに至った。さらに崩壊したローマ帝国の統治システムに代わって教会の広域ネットワークの重要性がいっそう増した。こうして教皇は教会ネットワークの「統治者」としてもろもろの地方権力者たちを上回る権威を持つようになった。他方、帝国東方では異民族の侵入による混乱の影響が少なく、コンスタンティノポリスには依然としてローマ皇帝が健在であったことから西方のように教会の権威が世俗権力のそれを上回ることにはならなかった。（このように同じキリスト教でもローマ帝国の東西の政治状況の違いによって微妙にその性格が変化していったことが、カトリック教会と正教会の分裂へとつながっていく。）

### 東ローマ帝国における展開
正教会においてコンスタンティヌス1世は「イサポストロス」（亜使徒）と呼ばれるが、東ローマ帝国の後継者達もこの称号を保持した。12世紀の詩人プトコプロドロモスが、皇帝マヌエル1世コムネノスを詩の中で「キリストに似たる人（クリストミメートス）」と呼んでいることからも、東ローマ帝国の教会における皇帝の位置づけがうかがえる。宮廷内の儀式等でも皇帝はキリストになぞらえられており、その権威・権力は強大なものであった。現在残されているモザイク画でも皇帝は光背を伴って描かれている。
歴代の皇帝は、戴冠式の際にコンスタンディヌーポリ総主教から副輔祭の教役に任ぜられ、これによって、一般信徒がみだりに入ることを許されない教会の至聖所へ立ち入ることを許された。これは「聖職者（神品）に任ぜられ」と記述されることがあるが、正教会における副輔祭は在俗の信徒も務める教衆であり、厳密な意味での聖職者（神品）ではない。また、副輔祭以下の教衆（堂役など）も至聖所に入る事は出来る。
ただ、皇帝は聖職者でないといっても、一般信徒とは異なる特別な地位を持っていた。たとえば皇帝は聖職者以外では唯一ココンスタンディヌーポリ総主教座教会・聖ソフィア大聖堂の内陣中央の扉から聖堂に出入りする特権を持っていた。正教会の教会法は総主教の任免に管轄地の政府の認可が必要であるとしていた。このため、皇帝はコンスタンディヌーポリ総主教その他の総主教の任免権を持ち、7世紀まではローマ教皇を捕縛することも可能だった（例えばローマ教皇マルティヌス1世は教義をめぐって対立した皇帝コンスタンス2世によって逮捕され、流刑に処された）し、教義に関する命令を発することも出来た。また皇帝には公会議を主宰し、大主教、府主教管区の設置をする権限があった。実際バシレイオス2世は1018年にブルガリア帝国を滅ぼして、東ローマ帝国に併合するとブルガリアの都オフリドの総主教を大主教へ降格したが、コンスタンディヌーポリ総主教からの独立・自治は認めている。
ただ、皇帝が実質的に教会に対する支配権を持っていても、総じて教会は敬意を持って扱われていた。535年、皇帝ユスティニアヌス1世の勅令では支配権（インペリウム）と宗教の祭司権（サチェルドーティウム）はあくまでも別のもので、互いに補完し合うものであるとされているし、9世紀のバシレイオス1世が発布した法律書『エパナゴーゲー（法律序説）』でも改めてそれが確認され、儀礼でも皇帝と総主教は互いに敬意を表しあうものとされていた。教義に関する事項でも総主教や各地の教会の代表者が集まる教会会議の承認を要したのであり、皇帝の命令だけで教義を決定できた訳ではない。また、前述の『エパナゴーゲー』では公会議や教会会議の決議に解釈を加えることが出来るのは総主教のみであると規定されている。なお、皇帝が幼い時に総主教が摂政として権力を行使した例も複数ある。
「補完しあう」と規定された皇帝と教会の関係も時に緊張感をはらんだものになることもあった。例をあげると8世紀の聖像破壊運動や帝国末期のパレオロゴス王朝時代に行われた東西教会合同決議などは皇帝が主導したが、聖職者達の強い抵抗によって覆されている。また11世紀のイサキオス1世コムネノスのように総主教を罷免したことから市民の反発を買って退位に追いこまれた皇帝もいる。ナジアンゾスのグレゴリオスがコンスタンディヌーポリ総主教に皇帝から直接指名された際には、教会法に反するという指摘があって退位した事例のように、皇帝も教会法の権威を配慮していたことも事実である。
東ローマ帝国における皇帝権力は、聖職者の叙任権も持たなかった神聖ローマ帝国の皇帝などから見れば遥かに強く、その専権事項である軍事・行政権を行使して教会に圧力を加えたり、総主教を更迭したり、フォティオスのような在俗の官僚や皇族を総主教に任命したりするなどして教会に影響力を行使していた。東ローマ帝国においては皇帝と教会共にどちらかに従属するようなことがなく、時に緊張をはらみながらも「キリスト教ローマ帝国」の支配層を形成していたというべきであろう。
時代が下って18世紀初頭、ロシアのピョートル1世はロシアの「西欧化」を志向し、貴族や聖職者たちの反対を押し切って近代化を推し進めようとした。東ローマ帝国皇帝の正当な後継者を自称した彼はモスクワを（コンスタンティノープルに次ぐ）「第三のローマ」とみなし、20年以上モスクワ総主教を空位にし続けることでロシア正教会を支配した。以降、ロシア正教会は実質上ロシアの統治システムの一部に組み込まれるかたちになった。

## 西欧における「皇帝教皇主義」
宗教上の権威と世俗の権威が主導権を争うことは洋の東西を問わずよく見られることであったが、キリスト教と世俗の権威の関係でもせめぎあいはしばしば見られた。その中で世俗の権威が地域のキリスト教をコントロールする状態のことも広い意味で「皇帝教皇主義」と称することがある。

### フランス
フランス王は国内のカトリック教会に対して強い支配力を行使し、教会の財産から一定の収入を得ていた。このため、フランスのカトリック教会はローマ教皇庁と一定の距離をとることが多く、「ガリカニスム」と呼ばれた。「教会のバビロン捕囚」と称されるアヴィニョンへの教皇庁の移転時代にはフランス王が教皇の選択において大きな発言権を行使するに至った。

### 宗教改革（ドイツなど）
他にも宗教改革以降、プロテスタントとカトリックのせめぎあいが激しく行われたドイツなどでは、無用の混乱と紛争を防ぐ目的でラテン語の「cuius regio, eius religio」（領主の宗教が領民の宗教）という言葉で表される「領邦教会制」が導入された。これは領主の信仰する宗派をその支配地域の正式な宗派とするというやり方のことである。これも世俗の権威が宗教的な権威を超えたという意味で一種の「皇帝教皇主義」といえるかもしれない。なぜなら中世においては世俗の領主や君主はカトリック教会への従順を誓うのが通例だったためである。
マルティン・ルター自身は当初、カトリック教会の権威とそれと結託する諸侯に抵抗する意味で農民や一般庶民へのシンパシーを強くアピールしていた。ドイツの下級貴族であった騎士たちはこのルターの呼びかけを自らの勢力拡大のチャンスと考え、諸侯に対する戦いを始めた。農民たちも立ち上がり、ドイツは戦乱状態に陥った。騎士と農民の蜂起は結果的に諸侯の連合軍の返り討ちにあい、各地で壊滅した。ルターは自分の支持基盤を失って困惑した。いまやプロテスタンティズムは宗教的な問題だけでなく、諸侯たちの皇帝に対する権力拡大の道具として利用されようとしていた。
ルターにとってドイツ諸侯とは「世界でもっとも愚かな人々」であり、1523年の書簡では「もはや民衆はあなたがた貴族の圧政に従うことはないし、従う義務もない。もはや民衆はゲームの駒のように貴族が思い通りに動かせるものではない」といっている。ルターのこのメッセージはもともと民衆に向けられたものだったが、帝国騎士であったフランツ・フォン・ジッキンゲンはこれを諸侯に対する戦いのために利用しようとした。つまりフランツはルター支持を表明して諸侯に戦いを挑むことで、騎士の地位向上をはかり、教会のもっていた権威と資産をも一挙に手に入れようとしたのであった。しかし、騎士たちは諸侯に打ち破られ、すべてを失った（騎士戦争）。ルターの呼びかけにふるいたった農民たちもフランケンハウゼンの戦い（1525年）で諸侯軍に破れ、壊滅した。諸侯は騎士たちと農民軍に勝利したことで、神聖ローマ皇帝に対抗する力を得るに至った。
ここにおいてルターは自らの「新しい福音」を現実に適合させるという現実的な選択肢を選んだ。農民たちの敗北後、ルターとフィリップ・メランヒトンは「領主は自らの領地における絶対的な権利を持っている」という見解を示すようになった。この言葉に後押しされるようにその後の10年ほどの間に旧来のシステムや秩序が破壊されたが、かつて強固なネットワークを築いていたキリスト教組織も解体された。こうして領主たちが教会をコントロールするという図式が出来上がる。かつてルターはローマ教皇を専制君主として弾劾したが、いまや地域の教会は地域領主という小さな「教皇たち」に支配されることになった。このようにプロテスタント側にたった領主たちは地域の教会を完全に統制しながら、連携して神聖ローマ皇帝と対抗していった。
ドイツの諸都市だけでなく、デンマーク、スウェーデン、ノルウェー、イングランドといった国などでは国ごとカトリック教会からはなれ、国家の指導者が教会を管轄するという仕組みを取り入れた。このような地域では政治の指導者がかつて教皇がもっていたすべての権力をそっくり奪い取ることができた。たとえばこれらの地域で国の宗教政策に反抗するものには政治の首長が処刑も含む懲罰を与えた。このようなケースこそが本当の意味での「皇帝教皇主義」と言えるのかもしれない。

### ヘンリー8世（英国）
イングランド国教会をローマ・カトリック教会から分離させたヘンリー8世が、トマス・クロムウェルを片腕として実行した政策の態様を「皇帝教皇主義」と呼ぶ事がある。
1530年代の初めから、ヘンリー8世は教会に対し自らの権威を主張し始めた。
- 1531年 - 「キリストの律法が許す限り」「国王は唯一の擁護者、最高位の君主、かつ英国教会の首長」であると聖職者会議に認めさせる[6]。
- 1532年 - 主教達全員の臣従を得る[7]。
- 1533年 - トマス・クロムウェルによる「上訴禁止法」[8]で、英国王には世俗的そして霊的な双方の事柄に対する絶対の権威が認められる[7]。
- 1534年 - 英国王が英国教会の地上における唯一の至高の首長であることが承認された「国王至上法」が施行される[5]。

国王の権限での例外は、主教を聖別する権限（ただし任命権は国王にあった）と、サクラメントを執行する権限だけであった。このような一連の施策を論評して、オックスフォード大学で教鞭をとりオックスフォード教区の聖職代議員でもあるマーク・チャップマンは、この時代について「国王は英国の教皇となっていた」と評している。

## ヴェーバーの語法
なお、社会学者のマックス・ヴェーバーも本記事冒頭で述べたような、東ローマ帝国に見られる皇帝が教会の長を兼ねる制度という意味で皇帝教皇主義という語を用いていたとされることがあるが、これは正確ではない。まず、ヴェーバーは「皇帝教皇主義(ツェザロパピスムス) ― すなわち祭司権力の世俗権力への完全な屈服」と述べており、世俗権力の長と祭司権力の長の人的一致をその要件としていない。また、皇帝教皇主義を「完全に純粋な形では、厳格に理解するなら、歴史の上では証明されえないもの」としており、ヴェーバーは一種の理念型としてこの語を用いている。そして、いくぶんかの皇帝教皇主義的性質を持つ国の例として東ローマや正教圏の国々の他にも中国、トルコ、ペルシア、近代西欧の国教会制度をとる国々といった多くの例を挙げており、東ローマ特有のものとは考えていなかったことがわかる。